# Șumanî, Ripkî
Șumanî (în ucraineană Шумани) este un sat în comuna Duhankî din raionul Ripkî, regiunea Cernihiv, Ucraina.

## Demografie
Componența lingvistică a localității Șumanî
     Ucraineană (98,77%)
     Rusă (1,23%)
Conform recensământului din 2001, majoritatea populației localității Șumanî era vorbitoare de ucraineană (98,77%), existând în minoritate și vorbitori de rusă (1,23%).